# Max Edelbacher

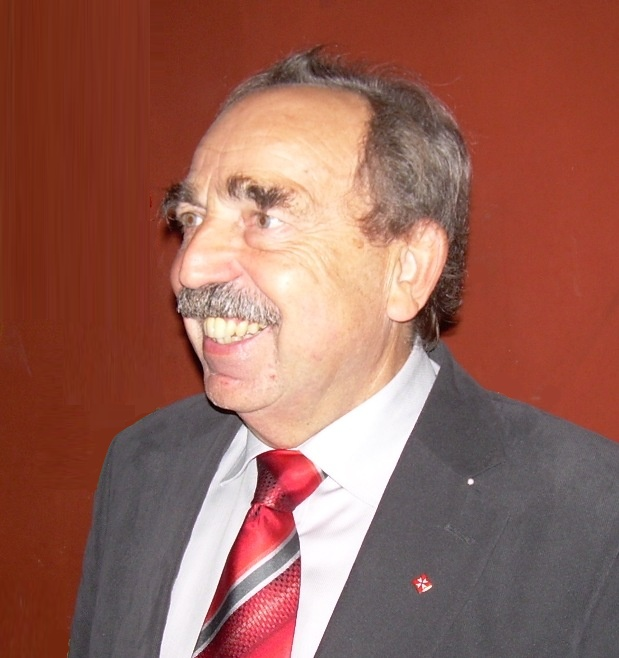
Hofrat Max Edelbacher im Oktober 2010

Maximilian Edelbacher (* 22. Oktober 1944 in Wien) ist ein österreichischer Polizeihofrat i. R., Jurist, ehemaliger Leiter des Wiener Sicherheitsbüros (der zentralen Kriminaldienststelle vor der Polizeireform), Fachbuchautor, Gastdozent und TV-Krimidarsteller.

## Leben
Nach seinem 1968 erfolgten Studienabschluss zum Mag. jur. an der Universität Wien und seiner Gerichtspraxis leistete Max Edelbacher vorerst seinen Präsenzdienst beim österreichischen Bundesheer, dann arbeitete er bei der Bank Austria. Am 1. April 1972 trat er der Bundespolizeidirektion Wien bei und verblieb dort bis zu seiner Pensionierung am 31. Juli 2006. Er ist verheiratet und hat einen Sohn.
Mit der Wienerlied-Combo „Wiener Blues“ hatte er ab 2005 einige Auftritte als Sänger und Mitgestalter von Musik-CDs. Zum Thema Polizeigeschichten und Moritatenlieder gab es Veranstaltungen im Böhmischen Prater, im Wiener Kriminalmuseum, in der Kulisse Wien, im Wiener Metropol, im Donaupark sowie in einigen österreichischen Bundesländern.
Bei der Nationalratswahl 2013 war Max Edelbacher Kandidat für das „Team Stronach“.

## Der Polizeijurist
1972 begann Max Edelbacher als Konzeptsbeamter im Rang eines provisorischen Polizeikommissärs im Bezirkspolizeikommissariat (Koat) Meidling in Wien, anfangs als Verwaltungsjurist; bald wechselte er zur Bearbeitung von Kriminalfällen. Nach Wechsel in die Koate Margareten und Währing sowie erfolgreich absolvierten Prüfungen wurde er 1974 Strafreferent im Koat Innere Stadt und schließlich 1976 ins Sicherheitsbüro (SB) zu den Bereichen Diebstahl, Betrug, Fälschung und Prostitutionswesen versetzt.

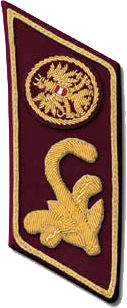
Hofrat Kragendistinktion

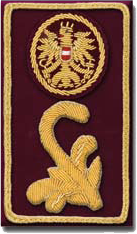
Hofrat Schulterdistinktion

Das Wiener Sicherheitsbüro wurde 1858 durch kaiserliche Anordnung als Central Bureau gegründet. Zur Zeit des Dienstantrittes von Max Edelbacher war es weltweit als sehr effiziente Kriminaldienststelle bekannt. Im ersten Dienstjahr gelang der von Edelbacher geleiteten Gruppe die Aushebung der sogenannten „Mercedes-Bande“, eines europaweit organisierten Autodiebstahlsringes. Später war er federführend bei der Verhaftung der österreichischen Hardrock-Damenband „Why Not“ als Falschgeldverteilerinnen. 1980 war er einige Zeit beim Chicago Police Department, beim United States Secret Service und dem FBI zu Studienzwecken. 1986 übernahm Edelbacher die Leitung der Mordkommission. In dieser Zeit wurden von ihm die Fälle der „Todesengel von Lainz“, Jack Unterwegers, sowie der Favoritner Mädchenmorde bearbeitet.
Nach mehreren Karriereschritten wurde er 1988 zum Leiter des Sicherheitsbüros berufen und blieb dies bis zu dessen Ende. Wegen seiner Kritik an der bevorstehenden „Polizeireform 2002“, die zur Auflösung des Sicherheitsbüros führen sollte, wurde er 2001 in den Aufbaustab des Bundeskriminalamtes berufen. Im Oktober 2002 löste Innenminister Ernst Strasser das Sicherheitsbüro tatsächlich auf, und Hofrat Edelbacher kam nach Favoriten als Leiter des Kriminalkommissariates Süd. 2006 ging er in den Ruhestand.
Bekannt wurde seine 2005 erfolgte kritische Analyse der Operation Spring sowie die Auseinandersetzung mit dem Fall Natascha Kampusch in seinem Buch „Polizei Inside: Was läuft falsch?“. Zusammen mit seinen ehemaligen Kollegen Herwig Haidinger und Wolf Szymanski kritisierte Edelbacher 2008 in einem Zeitungsartikel, dass sich insbesondere im städtischen Bereich die Qualität der Polizeiarbeit verschlechtert habe.
Als Gastdozent ist er seit 1995 an verschiedenen Universitäten und Institutionen tätig:
- 1995 Wirtschaftsuniversität Wien, Fachrichtung Finanzwissenschaft
- 2000 Kent State University, Department of Criminology, Ohio, USA
- 2004 Donauuniversität, Krems
- 2005 Universität Turku, Finnland
- 2007 Universität Wien, Fachrichtung Soziologie
- 2004–2006 Institut für Bekämpfung von Versicherungsbetrug
- 2006–2007 Fachreferent in Austrian Research Centers
- 1995–2007 International Expert for Council of Europe OSCE
- 2014 Europäische Detektiv-Akademie, Wien
- 2008 Member of ACUNS (Academic Council of United Nations)
- 2014 Mitglied der European Academy of Sciences and Arts
- 2015 Vorsitzender des Vienna Liaison Office of ACUNS
- 2016 Vorsitzender des Schiedsgerichts der Vereinigung Kriminaldienst Österreich

Als Experte nahm er an den parlamentarischen Unterausschüssen von 1992 (Gewerbeordnung), 1993 (Untersuchungshaftreform), 1997 (Suchtgiftgesetznovelle) und 2003/04 (Strafprozessnovelle) teil. Außerdem ist er leitendes Mitglied mehrerer nationaler und internationaler Kriminalisten-Organisationen.

## Medienpräsenz
In Willkommen Österreich (Late-Night-Show) zum Generalthema Angst vor Verbrechen war Edelbacher in der ersten Folge am 31. Mai 2007 Gast zusammen mit dem Kabarettisten Josef Hader.
Im Club 2 vom 8. Juli 2009 zum Thema Wo beginnt Korruption?, geleitet von Rudolf Nagiller, sprachen Max Edelbacher, Franz Fiedler, Walter Geyer, Helga Rabl-Stadler und Hubert Neuper.
Im Kinofilm „Der Räuber“ (Bayerischer Filmpreis 2009, Weltpremiere 26. Februar 2010, Österreichischer Filmpreis 2011) spielte Max Edelbacher den Kommissar Seidl.
ODEON Entertainment, München, hat im September 2019 einen Film zu den Mordschwestern von Lainz (Todesengel von Lainz) gedreht - Titel: "Die Killerfrauen" - Mitwirkung von RA Eichenseder und Max Edelbacher

## Auszeichnungen
- 10. März 1987: Goldenes Ehrenzeichen für Verdienste um die Republik Österreich
- 6. Dezember 1989: Ernennung zum Hofrat im Bundesministerium für Inneres (entspricht dem Brigadier im österreichischen Heer)
- 22. Juni 1998: Großes Ehrenzeichen für Verdienste um die Republik Österreich
- 15. Dezember 1998 Großes Goldenes Ehrenzeichen für Verdienste um das Land Wien (Verleihung im Dezember 1999)
- Dezember 2000 den Orden Emlek Okirat, von der Magyar Tudományos Akadémia kóztestületi tagja a Társaság elnóke, Budapest
- Dezember 2001 den Orden Emlek Okirat, von der A Magyar Királyi Csendór Bajtársi Közösség, Budapest
- weiters die Wehrdienstmedaille sowie das Exekutivdienstzeichen für 25- und 30-jährige Dienstzeit bei der Bundespolizeidirektion Wien
- April 2020 vom Bildungsministerium der Titel: "Professor"

## Werke

### Österreich

#### Als Autor
- Versicherungsbetrug kennt keine Grenzen. (Polizei-Schulungsunterlage) Verlag Staatssicherheit, Wr. Neustadt/Wien 1995.
- Internationaler Finanzbetrug. (Polizei-Schulungsunterlage) Verlag Staatssicherheit, Wr. Neustadt/Wien 1995.
- Schutz vor Kriminalität. (Polizei-Schulungsunterlage) Verlag Staatssicherheit, Wr. Neustadt/Wien 1995.
- Bankgeschäfte werden immer gefährlicher. In: Kuratorium Sicheres Österreich (KSÖ), Wien 1995, ISBN 3-9500378-0-2.
- Versicherungsbetrug. In: Wolfgang Rohrbach: Versicherungsgeschichte Österreichs. Band V, Verlag Holzhausen, Wien 1997, ISBN 3-900518-59-9.
- Organisierte Kriminalität in Europa. Die Bekämpfung der Korruption und der organisierten Kriminalität. Linde Verlag, Wien 1998, ISBN 3-85122-805-7.
- Wirtschaft und Kriminalität in der Europäischen Gemeinschaft unter besonderer Berücksichtigung der Versicherungswirtschaft - eine österreichische Perspektive. In: Wolfgang Rohrbach: Versicherungsgeschichte Österreichs. Band VI, Verlag Holzhausen, Wien 2000, ISBN 3-85493-032-1.
- Kurt Ostbahn als Krimiheld - denkt wie ein Profi. In: Lukas Beck/Peter Hiess/Kurt Ostbahn: ... seid's vursichtig und losst's eich nix gfoin. NP Buchverlag, St. Pölten 2004, ISBN 3-85326-233-3.
- Die Erweiterung der Europäischen Gemeinschaft im Spannungsfeld der Kriminalitäts-Entwicklung. In: Wolfgang Rohrbach: Versicherungsgeschichte Österreichs. Band VII, Verlag Holzhausen, Wien 2004, ISBN 3-85493-032-1.
- Schwule und Lesben in Wien aus der Sicht der Polizei. In: Andreas Brunner/Ines Rieder/Nadja Schefzig/Hannes Sulzenbacher/Niko Wahl: geheimsache:leben - schwule und lesben im Wien des 20. jahrhunderts. Löcker Verlag, Wien 2006, ISBN 3-85409-435-3.
- Polizei Inside: Was läuft falsch? Amalthea Signum Verlag, Wien 2008, ISBN 978-3-85002-639-0.
- Polizeiliches Handeln im Spannungsfeld der Ethik. In: Hermann Knoflacher/Michael Schopf: Ethik und Technik, LIT Verlag, Wien 2009, ISBN 978-3-643-50098-4.
- Ältere Menschen im Fokus, Tendenzen der Kriminalität Älterer - Ältere als Opfer TENE QUOD BENE Verlag, Wien, 2018, Maximilian Edelbacher / Elmar Kuhn (Hrsg.)

#### Als Co-Autor
- Max Edelbacher/Harald Seyrl: Wiener Kriminalchronik. Edition Seyrl, Wien 1993, ISBN 3-7046-0421-6.
- Max Edelbacher/Roland Horngacher: Internationaler Finanzbetrug. Verlag Staatssicherheit, Wr. Neustadt/Wien 1995.
- Max Edelbacher/Michael Zoratti: Schutz vor Kriminalität. Verlag Staatssicherheit, Wr. Neustadt/Wien 1995.
- Max Edelbacher/Paul Reither/Werner Preining: Sicherheits-Management. Linde Verlag, Wien 1999, ISBN 3-85122-955-X.
- Max Edelbacher/Harald Seyrl: Tatort Wien. Edition Seyrl, Wien 2004, ISBN 3-901697-09-8.
- Max Edelbacher/Franz Werth: Kriminalität im besetzten Wien 1945-1955. In: Hubert Prigl: Off Limits - Amerikanische Besatzungssoldaten in Wien 1945-1955. Wiener Stadt- und Landesbibliothek, Holzhausen Druck&Medien GmbH, Wien 2005, ISBN 3-902053-14-3.
- Max Edelbacher/Gerstenberger/Grafl: Straftaten ausländischer Jugendlicher und junger Erwachsener. Bundesministerium für Justiz (BMfJ), Jugendrichterwoche Gamlitz 2004, NWV Neuer Wissenschaftlicher Verlag, Wien/Graz 2005, ISBN 3-7083-0292-3.
- Max Edelbacher/Werner Preining: Sicher ist Sicher. Linde Verlag, Wien 2006, ISBN 3-7093-0092-4.
- Max Edelbacher/Peter Steinbach: Die letzten fünf Meter grüner Stoff. Verlag Fun Toy, Schwechat 2006, ISBN 3-9501290-3-0.
- Max Edelbacher/Michael Theil: Kriminalität gegen Versicherungen. Fachbuch Wissenschaft, Linde Verlag, Wien 2008, ISBN 978-3-7073-1287-4.
- Max Edelbacher/Peter Steinbach/Michael Haas: G'schmierte, Kieberer und die Häh'. Verlag Fun Toy, Schwechat 2009, ISBN 978-3-9501290-4-5.
- Max Edelbacher/Gilbert Norden: Gewaltsituation und -prävention an Schulen. In: Justiz, Schriftenreihe des BMfJ - Band 142, Modelle im Umgang mit straffälligen Jugendlichen. NWV Neuer Wissenschaftlicher Verlag, Wien/Graz 2009, ISBN 978-3-7083-0596-7.
- Max Edelbacher/Georg Herrnstadt: Sie haben das Recht zu schweigen - Wie Lügner überführt werden. Goldegg Verlag, Wien 2012, ISBN 978-3-902729-26-2.
- Max Edelbacher/Valentina Bruns/Elmar Weixlbaumer: Die neue Gier. Goldegg Verlag, Wien 2015. ISBN 978-3-902991-81-2.

### Ausland

#### Als Autor
- Organized Crime in Austria - Vienna the Gateway to the East. In: Madoka Nagai: Organized Crime A World Perspective. Chapter 16, Kanagawa University, Yokohama 1997, ISSN 0453-185X.
- Organized Crime: An Austrian Perspective. In: S.Einstein/M.Amir: Organized Crime: Uncertainities and Dilemmas. Part II, Chapter 11, The Middle Eastern Summer Institute on Drugs Use and The Hebrew University, Jerusalem, The University of Illinois and Chicago, USA 1999, ISBN 0-942511-89-1.
- Austrian International Police Cooperation. In: Dilip K.Das/Dan König: International Police Cooperation - A World Perspective. Part II, Chapter 9, Lexington Books, Lanham/Boulder/New York 2001, ISBN 0-7391-0226-5.
- Organisierte Kriminalität Österreich und Europa. In: Katonas Géza: A Kriminalisztika Aktuális Kérdései. Tabulmányo Öt Europópai Országból, BM Kiadó, Budapest 2001, ISBN 963-8036-56-7.
- Crime Prevention: A Community Public Approach. In: Dilip K.Das/Steven Lab: International perspectives on Community Policing and Crime Prevention. Chapter 2, Prentic Hall, Upper Saddle River, New Jersey 2003, ISBN 0-13-030956-7.
- Organized Crime: A Perspective from Austria. In: J.Albanese/Dilip K.Das/Arvind Ferma: Organized Crime, World Perspectives. Chapter 8, Prentic Hall, Upper Saddle River, New Jersey 2003, ISBN 0-13-048199-8.
- Crime, Police and Criminal Justice in Austria: Common Review. In: Y.I.Gilinsky: Criminology: Yesterday, Today, Tomorrow. St. Petersburg Criminology Club, Publishing House, St. Petersburg 2004, ISBN 5-8220-0061-4.
- Corruption: A Perspective from Austria. In: Rick Sarre/Dilip K.Das/H.J.Albrecht: Policing Corruption: International Perspectives. Lexington Publisher, Lanham/Boulder/New York 2005, ISBN 0-7391-0809-3.
- Police Training and Education: A Perspective of Austria. In: Peter Kratcoski/Dilip K.Das: Police Education and Training in a Global Society. Lexington Books, Lanham-Boulder/New York/Toronto/Plymouth 2007, ISBN 978-0-7391-0813-0.
- Criminal Exploitation of Women and Children: An Austrian Perspective. In: Obi N.I.Ebbe/Dilip K. Das: Criminal Abuse of Women and Children: An International Perspective. CRC Press Taylor & Francis Group, Boca Raton/London/New York 2010, ISBN 978-1-4200-8803-8.

#### Als Co-Autor
- Max Edelbacher/Gilbert Norden: Challengers of Policing Democracies: The Case of Austria. In: Dilip K.Das/Olwin Marenin: Challengers of Policing Democracies - A World Perspective. Part II, Chapter 9, Gordon and Breach, London/New York 2000 ISBN 90-5700-558-1.
- Max Edelbacher/Claudia Fenz: Juvenile Justice System: An Austrian Perspective. In: John Wynterdyk: Juvenile Justice System: International Perspectives. 2nd Edition, Chapter 1, Canadian Scholar Press Inc., Toronto 2002, ISBN 1-55130-202-0.
- Max Edelbacher/Sonja Kutnjak Ivkovich: Ethics and the Police: Studying Police Integrity in Austria. In: Carl Klockers/Sonja Kutnjak Ivkovich/Maki Haberfeld: The Contours of Police Integrity. Chapter 2, Sage Publications, Thousand Oaks, London/New Delhi 2004, ISBN 0-7619-2585-6.
- Max Edelbacher/Elisabeth Peruci: Corruption, Policing, Security and Democracy: An Austrian Perspective. In: Menachim Amir/Stan Enstein: Police Corruption: Challenges for Developed Countries - Comparative Issues and Commissons of Inquiry. Chapter 14, Sam Houston State University, Huntsville 2004, ISBN 0-942511-86-7.
- Max Edelbacher/Peter Famler: Policing of Public Order: An Austrian Perspective. I: Dilip K. Das/Allan Y. Jiao, Public Order: A Global Perspective. Pearson Prentice Hall, Phoenix, New Jersey 2005, ISBN 0-13-041714-9
- Max Edelbacher/Gilbert Norden: The Austrian Police. In: Dilip K.Das/Michael J.Palmiotto: World Police Encyclopedia. Routledge Taylor and Francis Group, USA 2006, ISBN 0-415-94250-0.
- Max Edelbacher/Kratcoski: Protecting the Borders in a Global Society: An Austrian and American Perspective. In: John A. Wynterdick/Kelly W. Sundberg: Border Security in the Al-Qaeda Era. Taylor & Francis Group, New York, 2010, ISBN 978-1-4200-8544-0.
- Harald Seyrl/Edelbacher: "Verbrechen in Wien - Historische Kriminalfälle im 20. Jahrhundert, Elsengold Verlag, Berlin, September 20
- Kratcoski/Edelbacher: Perspectives on Elderly Crime and Victimization, Springer International Publishing, Cham ZG, Schweiz, Mai 2018

## Anmerkungen und Einzelnachweise

Schlaraffenwappen Max Edelbachers